# Черевань, Карина Сергеевна
Карина Сергеевна Черевань (23 ноября 1998 года, Можайск, Россия) — российская самбистка и дзюдоистка. Заслуженный мастер спорта России по самбо, чемпионка мира 2022, чемпионка России 2022, обладательница Кубка Мира 2020, Кубка Европы 2022, Кубка России 2018, серебряный призёр первого всероссийского турнира по боевому самбо среди женщин. Мастер спорта России по дзюдо, чемпионка России 2018, серебряный призёр первенства Европы 2016 и первенства России 2019. Мастер спорта России по джиу-джитсу, чемпионка первенства Мира и России 2015, серебряный призёр чемпионата России 2020. Многократная чемпионка и призёр международных и всероссийских соревнований по самбо, дзюдо и джиу-джитсу.

## Биография
Карина Черевань родилась и выросла городе Можайск в Московской области, пришла в самбо в возрасте 10 лет. Тренируется и представляет Можайскую Спортивную школу олимпийского резерва по самбо и дзюдо. Личный тренер — Павлов Алексей Михайлович.
Является спортсменом-инструктором центра паралимпийских, сурдлимпийских и неолимпийских видов спорта Московской области.
2020 году поступила Воронежский государственный институт физической культуры.
2023 году окончила Московскую государственную академию ветеринарной медицины и биотехнологии — МВА имени К. И. Скрябина.
2023 году избрана депутатом Совета депутатов Можайского городского округа Московской области.
С 2023 года является помощником депутата Московской областной Думы Вшивцева В.С.

## Спортивные достижения

### Самбо

#### Заслуженный мастер спорта России по самбо[11]
- Чемпионат Мира по самбо 2022 — ;
- XXV Международный турнир по самбо категории «А» на призы Президента Республики 2021[12] — ;
- Кубок Мира по самбо «Мемориал А. А. Харлампиева» 2020[13] — ;
- Кубок Мира по самбо «Мемориал А. А. Харлампиева» 2019[14] — ;
- Первенство Европы по самбо (2013[15] — ; 2014[16] — ; 2016[17] — );
- Первенство Мира по самбо 2015[18] — ;
- Чемпионат России по самбо 2021 — ;
- Чемпионат России по самбо 2020 — ;
- Чемпионат России по самбо 2019 — ;
- Чемпионат России по самбо 2022 — ;
- Кубок России по самбо 2018[19] — ;
- Первенство России по самбо (2012 — ; 2013 — ; 2014 —  2015— ).

### Дзюдо

#### Мастер спорта России по дзюдо
- Чемпионат России по дзюдо 2018 — ;
- Первенство Европы по дзюдо 2016[20] — ;
- Первенство России по дзюдо 2019 — ;
- Первенство России по дзюдо 2014 — .

### Джиу-джитсу

#### Мастер спорта России по джиу-джитсу
- Чемпионат России по джиу-джитсу 2020[21] — ;
- Кубок России по джиу-джитсу 2020 — ;
- Первенство Мира по джиу-джитсу 2015[22] — ;
- Первенство России по джиу-джитсу 2015 — ;
- Первенство России по джиу-джитсу 2011 — .

## Награды
2023 году была признана лучшей спортсменкой России по неолимпийским видам спорта за 2022 год.
2021 году была награждена Благодарственным письмом Московской областной Думы «За высокие спортивные достижения в 2021 году»
По итогам 2020 года Карина Черевань, была награждена почетной грамотой Можайского городского округа «За высокие спортивные достижения в сфере физической культуры и спорта Можайского городского округа» и стала победителем в номинациях народного голосования «Спортсмен года».
2016 году стала лицом ГТО Московской области.
2016 году победила в областном конкурсе «Звезды подмосковного спорта — 2016» в номинации «Восходящая звезда» по самбо.